# Junkers
Junkers var en stor tysk flyproducent, som blev grundlagt i 1895 af Hugo Junkers i Dessau. Oprindelig producerede de andre af grundlæggerens opfindelser, men er mest kendt for deres flyvemaskiner, især Ju 52 Tante Ju og Ju 87 Stuka.
Mellem 1915 og 1943 producerede Junkers over 200.000 fly i mere end 50 forskellige varianter og modeller. Selskabet samarbejdede også med det japanske Aichi Tokei Denki Kabushiki Kaisha.
Mest kendte flytyper er:
- Junkers Ju 52 – 3-motors transportfly – 2. verdenskrig
- Junkers Ju 87 Stuka – 1-motors styrtbomber – 2. verdenskrig
- Junkers Ju 88 – 2-motors bombefly – 2. verdenskrig
- Junkers Ju 188 – 2-motors bombefly – 2. verdenskrig

Endvidere fremstillede virksomheden verdens første serieproducerede turbojetmotor: Jumo 004.
Varemærket Junkers ejes i dag af Bosch, som fremdeles producerer varmtvandsløsninger under det.